# Stor saltört
Stor saltört (Suaeda altissima) är en amarantväxtart som först beskrevs av Carl von Linné, och fick sitt nu gällande namn av Pall.. Stor saltört ingår i släktet saltörter, och familjen amarantväxter. Arten förekommer tillfälligt i Sverige, men reproducerar sig inte.